# چشمه آبگرم ملایجی
چشمه آبگرم ملایجی یکی از نقاط دیدنی استان هرمزگان در جنوب ایران است.
چشمه آبگرم ملایجی در مسیر جاده بندرلنگه به بندر کنگ و در جنوب مسیر ایستگاه قرار دارد. آب چشمه از شکاف آهکی مارنی خارج می‌شود و عامل تشکیل آن عوامل تکتونیک صفحه‌ای است. آب چشمه ملایجی در ردیف آبهای گوگردی
با آنیونهای مختلف گرم می‌باشد.